# Cruz de los Héroes Nacionales
La Cruz de los Héroes Nacionales (en rumano: Crucea Eroilor Neamului) es un monumento construido entre 1926 y 1928 en el Pico de Caraiman a una altitud de 2291 m en Rumania, específicamente en las montañas de Bucegi de los Cárpatos Meridionales. 
Tiene una altura de 36 metros (118 pies) y la ciudad más cercana es Buşteni. El nombre oficial del monumento es Cruz de los Héroes, pero se le conoce popularmente como la Cruz de Caraiman. La Cruz de los Héroes se encuentra en un sector de las montañas de Caraiman, en la ladera del Valle Seacă a una altitud de 2.291 metros (7.516 pies). La cruz tiene una altura de 28 metros (92 pies) y dos brazos de 7 metros (23 pies) cada uno. El monumento es la cruz en una cumbre más alta del mundo, situada a una altitud tal, que se le reconoció en el año 2014 por los Récords Guinness del Mundo.